# Хиди-Хутор
Хи́ди-Ху́тор (чечен. Хьиди-КӀотар) — село в Курчалоевском районе Чеченской Республики. Административный центр Хиди-Хуторского сельского поселения.

## География
Село расположено в верховьях реки Иснерк, в 14 км к юго-востоку от районного центра — Курчалой и в 53 км к юго-востоку от города Грозный.
Ближайшие населённые пункты: на севере — село Майртуп, на северо-востоке — сёла Джигурты и Ахкинчу-Борзой, на востоке — сёла Бельты и Ялхой-Мохк, на юге — сёла Корен-Беной и Ачерешки, на юго-западе — село Регита, на западе — село Джагларги и на северо-западе — село Автуры.

## История
Название населённого пункта переводится как «хутор Хиди», где Хи́ди — имя основателя села.
В 1944 году, после депортации чеченцев, и упразднения Чечено-Ингушской АССР, селение Хиди-Хутор было переименовано в Гунзи и заселено выходцами из соседнего Дагестана.
После восстановления Чечено-Ингушской АССР, в 1958 году населённому пункту было возвращено его прежнее название — Хиди-Хутор, выходцы из Дагестана переселены обратно.

## Население
| 1990 | 2002 | 2010  | 2023  |
| ---- | ---- | ----- | ----- |
| 819  | ↘600 | ↗1093 | ↗1495 |

## Известные уроженцы
- Шаипов Саид Эдилсултанович — народный артист Чеченской республики.